# Stenhomalus longicornis
Stenhomalus longicornis är en skalbaggsart som först beskrevs av Bates 1873.  Stenhomalus longicornis ingår i släktet Stenhomalus och familjen långhorningar. Inga underarter finns listade i Catalogue of Life.